# 台灣女科技人電子報
《台灣女科技人電子報》是一個台灣女科技人社群建立、支持、運作的網路資源，創刊主編是吳嘉麗，每月發行一期，第001期於2008年1月10日發行，至2017年12月已發行120期。除發行過的文章可由網站查詢外，每月並主動email寄送給訂戶，2017年12月十，每月寄出超過20,000份。

## 創刊
2007年時，科技部的前身－國科會在行政院婦女權益促進發展基金會全力推動「性別主流化」政策影響下，於一般型專題研究計畫類型外另新增了性別與科技研究計畫徵求項目，台灣大學凝態中心的林昭吟研究員、淡江大學化學系的吳嘉麗教授與其他女性科學家共同申請了一個全國科技婦女統計資料之建立與推廣計畫，其中一個工作項目即是創辦女性科技人電子期刊，由吳嘉麗負責此子項目，以「提升女性在科技領域的參與及減少流失；營造對女性友善的環境；納入性別考量的科學；提升女性在科技領域的領導」為目標。創刊之始，網站設立於淡江大學，但因為資安問題此聯結已失效。

## 編輯
台灣女科技人電子報第1期到第55期的總編輯是吳嘉麗，第56期到第108期的總編輯是淡江大學化學系高惠春教授，第109期至目前是由國立高雄科技大學造船及海洋工程系洪文玲擔任總編輯。
各期內容由總編輯或是客座主編邀稿、編輯而成

## 改版與第二階段
第109期由洪文玲、陳宜欣、白曛綾共同承接，建立女科技人的美麗心世界網站，改版採用響應式網頁，每月主動寄送女科技人電子報。

## 影響
女科技人電子報紙至2018年3月已發行123期，電子報所發行之許多文章曾被對科技領域之性別概況與女性處境有興趣的研究者與教育者關注，在公共場域倡議對此議題的女性科技人很多都是電子報曾介紹過的人物，女科技人的理性與感性一書收錄許多女科技人的生涯敘說，是了解女性進入科境領域的豐沛資料來源。

## 外部連結
女科技人的美麗心世界 （页面存档备份，存于）